# Diplobatis pictus
Diplobatis pictus is een vissensoort uit de familie van de schijfroggen (Narcinidae). De wetenschappelijke naam van de soort is voor het eerst geldig gepubliceerd in 1950 door Palmer.